# Ruger SR45
Ruger SR45 — самозарядный пистолет 45 калибра. Он был впервые продемонстрирован на выставке SHOT show в 2013 году. Этот пистолет должен был заменить популярный Ruger P345.

## Описание
Пистолет принадлежит к серии Ruger SR-Series. Создан на основе пистолета Ruger P345, который в свою очередь принадлежит к Ruger P series. Пистолет использует патрон .45 ACP.

## Тактико-технические характеристики
- УСМ: двойного действия, с ручным предохранителем
- Калибр: 45
- Длина: 191,8 мм
- Длина ствола: 105, 2 мм
- Вес: 910
- Ёмкость магазина: 10[1] патронов